# عالم سمسم
عالم سمسم, النسخة العربية باللهجة المصرية من برنامج الأطفال الأمريكي الشهير شارع السمسم، ويعرض البرنامج مواد تعليمية وتثقيفة عبر استخدام العرائس من أجل ترسيخ القيم والأفكار البنائة للطفل حيث يركز على كيفية تعزيز ثقة الطفل بنفسه واحترامه لذاته وللآخرين.

## عن البرنامج
حقق برنامج عالم سمسم خلال السنوات العشر الماضية إنجازات عديدة ونتائج هامة. فمنذ بدايته في عام 1997 والتي جاءت بدعم مالي من الوكالة الأمريكية للتنمية الدولية وبموجب اتفاقية ثنائية بين الحكومتين المصرية والأمريكية أصبح برنامج عالم سمسم أحد المؤثرات الثقافية والعلامات المتميزة في مصر. إذ يحوز على حب الأطفال وتعلقهم بالإضافة إلى ثقة الوالدين واحترامهم بالإضافة إلى إعجاب المعلمين وتقديرهم. ومع وجود أكثر من مليون طفل وشخص بالغ يشاهدون برنامج عالم سمسم كل يوم ينظر الخبراء والمهتمين إلى البرنامج الواسع الانتشار على أنه هدف تعليمي إيجابي حقق الكثير من الآثار على حياة الأطفال في مصر .

## الشخصيات
- الشخصيات الرئيسية
  - فلفل : غير محدد العمر، لذا فكثيراً ما نراه يقوم بأعمال الكبار من بيع وشراء وغيرها، لديه كل الأجوبة مع أنه أحيانا لا يعلم ما هي الأسئلة. بالرغم من ذكائه إلا أن حماسه الزائد يجعله أحيانا يخطئ في الحكم على الأمور وإحداث الفوضى. يحب تقديم المساعدة دوما، وهو واثق دائما بأنه يعلم ما يريد الآخرون. يريد الإطلاع على كل الأشياء حتى يكون عالماً بكل شيء، لكن غالباً دون أن يوضح جهله بأي معلومة. مضحك وروحه طيبة، الجميع يحبونه بالرغم من منطقه العجيب أحيانا. يمكن أن تجده في أي وقت وفي أي مكان في عالم سمسم، وإذا كانت هناك مشكلة، أنتظر، فان فلفل قادم لتقديم الحل.
  - نمنم : أصغر الشخصيات سناً بالرغم من كبر حجمه، رقيق الحس، وصبور، كل شيء بالنسبة له جديد وممتع ويدعو للدهشة خصوصا ما يختص بالطبيعة، يتصرف بتلقائية ومتحمس لكل تجربة جديدة، يحب مشاركة ومساعدة أصدقائه الكثيرين له، أصدقاؤه يحبون رفقته بسبب طبيعته وخلقه الطيب. نمنم يتواجد أغلب الوقت في الحديقة التي تعبر عن شخصيته الحقيقية، حيث السحر والافتتان و الأشياء الغريبة التي يمكن حدوثها. ممكن للزرع أن يميل ويدندن على غناء نمنم، الفراشات تستجيب له، وحيث يمكن لشجرته أن تثمر أي نوع من الفواكه التي تخطر على باله.
  - خوخة : عمرها 4 سنوات محبة للمعرفة والعلم، تطرح الأسئلة، تريد أن تعرف كل شيء عن أي شيء، كيف تعمل ؟ و لماذا تعمل ومن أين أتت ؟ ومن ماذا صنعت؟ رغبتها في المعرفة دائمة، تطرح الأسئلة وتبحث عن الإجابات. تحب أن تقضي وقتها في الابتكار والإبداع. دائما مشغولة بمشاريعها الصغيرة، تصنع وتخترع أشياء جديدة مما يدعو أصدقائها لمشاركتها والاستمتاع سويا.
- باقي الشخصيات
  - عم جرجس : صاحب محل البقالة في عالم سمسم. يحب تقديم النصيحة بعض المعلومات لكل من يطلبها وخصوصا للعرائس. تربطه صداقة قوية بفلفل، ويحاول دائما أن يوجهه في طريق الإجابات الصحيحة.
  - خالة خيرية : زوجة عم حسين، تمثل صورة الأم التي ترعى الجميع وتساعدهم، متعلمة، ربة بيت تكرس وقتها لعائلتها ولأصدقائها في عالم سمسم، كما أنها تهتم بالعمل الخيري العام، وتوجه الأطفال ليحذو حذوها.
  - عم حسين : زوج خاله خيرية ولديهم طفلان، منى وكريم. يعمل نجاراً ولديه ورشة نجارة في عالم سمسم. صديق حميم للعرائس، ويظهر قدراً كبيراً من الصبر والتفهم تجاههم، خاصة خوخة التي يحب دائما مساعدتها في محاولة استكشاف الأمور وتجربة الأشياء الجديدة تحت إشرافه. كما يجسد أصالة الحرفي المصري واهتمامة بالفن والتفاصيل.
  - أبله نبيلة : أمينة مكتبة عالم سمسم. تقدم المساعدة دوما للعرائس وللكبار أيضاً، وتقدم لهم المعلومات السليمة عن المواضيع الصعبة التي تواجههم، وبخاصة تلك المتعلقة بالمسائل العلمية البحتة.. الجميع يقدمون لها المساعدة دوماً في المكتبة،. هي جامعية تحب المعرفة والكتب.
  - منى : بنت خاله خيرية وعم حسين، مع تقدم عمر البرنامج أصبحت الآن طالبة في جامعة الإسكندرية، هي صديقة لكل العرائس.. ذكية، طموحة، محبة للتعليم، وتساعد من يحتاج إليها.
  - كريم : أخو منى، عمره الآن 17 سنة.. صديق حميم للعرائس وخاصة فلفل، الذي كثيراً ما يشاركه لعب الكرة.

## فريق العمل

### الكتاب
يكتب البرنامج العربي الذي تم إنتاجة في مصر فريق كتابة يتكون من عدد كبير من الكتاب منهم وائل حمدي ومحمد حسين ومحمد فتحي ومحمد سليمان عبد المالك ومحمد حماد وتامر محمد عبد الحميد وميشيل حنا وباسم شرف ووليد خيري وغيرهم.

### المخرجون
عمرو قورة - أندريا زكريا - أحمد سعود

## طالع أيضًا
- شارع السمسم
- افتح يا سمسم

## وصلات خارجية
- الموقع الرسمي لبرنامج عالم سمسم